# Il primo maestro
Il primo maestro è un film del 1965 diretto da Andrej Končalovskij. 

## La trama
Nel 1924, primo anno del potere dei Soviet (come recita una scritta all'inizio del film), in un remoto paesino del Kirghižistan, facente parte dell'esteso impero sovietico, arriva Djujšen, un maestro scolastico fermamente intenzionato a costruire una scuola dove insegnare ai bambini del villaggio.
Trovandosi subito di fronte ad una ostile intolleranza da parte dei paesani, sottolinea come il Partito abbia legiferato in proposito: dei bambini istruiti saranno il futuro della nazione.
Otterrà la scuola ed i bambini, ma sarà dura lottare contro le vecchie usanze e superstizioni, così come sarà dura difendere Altynaj, una giovane ragazza promessa sposa ad un ricco pastore, condannata così ad essere una concubina all'ombra del marito.
Sarà una lotta impari, ma il giovane maestro farà di tutto per affermare i valori della rivoluzione, anche dove non sembra che abbiano motivo di esistere.

## Il film
Il film è tratto dall'omonimo romanzo del 1961 di Čyngyz Ajtmatov, ed è interamente girato in Kirghižistan (ex stato sovietico, oggi facente parte della Comunità degli Stati Indipendenti), dov'è appunto ambientato il romanzo.
I volti sono scandagliati ed analizzati: ogni ruga, in un volto di contadino, ha una sua storia, ed il regista sembra volerla raccontare.
In un film che Končalovskij girerà molto tempo dopo (Asja e la gallina dalle uova d'oro, 1994), un personaggio farà notare come passino i secoli, passino i governi, ma la gente di campagna resti sempre uguale. Questo concetto è già illustrato, anche se non dichiaratamente, già nel presente film.
C'è appena stata una rivoluzione, Lenin è al potere, il mondo è cambiato, ma niente di questo sembra turbare il villaggio kirghiso, dove niente è cambiato. Le parole del giovane maestro ("liberazione", "istruzione", "futuro") suonano vuote ed inutili. Il bestiame ed un buon cavallo, questo solo conta al villaggio: tutto il resto è spreco di tempo.
Ma d'altronde non è contro le usanze millenarie del villaggio che il giovane maestro vuole lottare, bensì contro l'analfabetismo dei giovani: solo un giovane istruito potrà costruire un mondo migliore e portare avanti gli ideali della rivoluzione.
Il tenero amore platonico che il maestro Djujšen prova per la fanciulla Altynaj, e la rabbia per il suo destino da concubina, rendono molto vivo e reale il personaggio, combattuto fra la propria accesa fede nel Partito e la rassegnata constatazione di non essere capace di adempiere al suo compito.
Il regista Končalovskij è sempre stato molto attento alle realtà "invisibili", a quei popoli di cui la Storia (con la "S" maiuscola) non tiene conto, ed i quali non tengono conto della Storia! Il villaggio kirghiso, come i kolchoz russi che il regista descriverà in seguito, è visto con occhio amorevole, con tutti i suoi difetti. Il giovane maestro vuole cambiare troppe cose e troppo in fretta, mentre i paesani non vogliono cambiare niente: nell'equilibrio sarà la chiave per il futuro.

## Riconoscimenti
- 1966 - Mostra internazionale d'arte cinematografica
  - Miglior interpretazione femminile  (Natalya Arinbasarova)